# Raquel Osborne Verdugo
Raquel Osborne Verdugo es una escritora española, doctora en sociología y especializada en sociología de género y sus derivados delictivos.

## Trayectoria
Osborne estudió y se doctoró en sociología en la Universidad Complutense de Madrid (UCM), con la tesis La construcción sexual de la realidad. El debate sobre la pornografía en el feminismo contemporáneo  y posteriormente realizó un máster en sociología en la Universidad de Nueva York. En su trayectoria como investigadora, ha desarrollado la sociología de la sexualidad con diversas publicaciones en artículos y libros sobre el tema. Es profesora titular de Sociología de género en la Universidad Nacional de Educación a Distancia (UNED). 
Los artículos de Osborne, publicados en revistas de investigación desarrollan la sexualidad humana desde un enfoque constructivista que confiere nuevos parámetros al género y al sexo. El enfoque constructivista analiza la subordinación femenina en sus roles sociales, abordando la dominación y la obediencia, como roles que la sociedad tradicional asigna a los géneros masculino y femenino, en el contexto educativo.
Tanto en su docencia como en sus investigaciones, Osborne desarrolla la sociología del género en sus aspectos de Violencia de género y otros delitos asociados. Entre sus proyectos de investigación destacar el proyecto sobre Memoria y sexualidad de las mujeres bajo el franquismo. Entre 2005 y 2007, fue profesora del Máster en Feminismo y Género en la Universidad de La Coruña impartiendo docencia sobre políticas de igualdad de género.
En España, la violencia de género desde finales del pasado siglo entró a formar parte del programa político de las Administraciones Públicas. Los trabajos de investigación de Osborne fueron una de las herramientas que ofrecieron vías de acción a las políticas públicas. Las diferenciaciones entre “la violencia de género” y “las cifras de la violencia” son variables que sirvieron de “indicadores” para delimitar la violencia en el marco del género. Osborne revisa estos parámetros en muchos de sus escritos, artículos y libros.
Sus libros expresan el tema en sus títulos, como Sociología de la sexualidad de 2003. Participa en revistas científicas con sus artículos o coordinando publicaciones como el número 15 de 2008 «Metodología y género» de la revista Empiria, o el coordinado en la revista Política y Sociedad en 2009. Junto a la socióloga experta en mujeres presas Estíbaliz de Miguel Calvo ha llevado a cabo la investigación para el documental Cárceles Bolleras dirigido por Cecilia Montagut, estrenado en 2020.

## Obra
- 1993 – La construcción sexual de la realidad.El debate sobre la pornografía en el feminismo contemporáneo.[7]
- 2002 – La construcción sexual de la realidad.El debate en la sociología contemporánea de la mujer.[10][9]
- 2004 – Trabajador@s del sexo. Derechos, tráfico y migraciones en el siglo XXI.[8]

#### Tesis doctoral
- 1989 – La construcción sexual de la realidad. El debate sobre la pornografía en el feminismo contemporáneo.[7]